# Borgraben
Der Borgraben ist ein rechter Zufluss der Ruwer bei Schöndorf-Lonzenburg in Rheinland-Pfalz, Deutschland.
Er entspringt auf etwa 300 Meter über NN, hat eine Länge von etwa 600 Metern und mündet auf etwa 200 Meter über NN in die Ruwer.